# Seirian Sumner
Seirian Sumner (* 1974) ist Professorin für Verhaltensökologie am University College London, wo sie die Ökologie und Evolution sozialer Insekten untersucht.

## Leben, Bildung und Karriere
Sumner begann ihre Ausbildung in Ysgol Gyfun, Wales, und zog dann nach England, wo sie am University College London einen Bachelor of Science in Zoologie erwarb. 1999 promovierte sie zum Thema „Konflikte um die Fortpflanzung bei fakultativ eusozialen Stenogastrinae“ („Conflicts over reproduction in facultatively eusocial hover wasps“).
Als Postdoktorandin arbeitete sie mit Koos Boomsma an der Universität Kopenhagen in Dänemark zusammen; anschließend war sie Stipendiatin am Smithsonian Tropical Research Institute in Panama und am Institute of Zoology in London. Sumner wechselte 2012 als Senior Lecturer an die University of Bristol und ging 2016 als Dozentin in Verhaltensökologie an das University College London, wo sie seit 2020 als Professorin für Verhaltensökologie tätig ist.

## Forschung
Seirian Sumners Forschung befasst sich mit der Evolution des Sozialverhaltens von Insekten. Sie zeigte, dass Insekten eine einfache Sozialität haben können, die auf Verhalten und nicht auf physischen Merkmalen einer Kaste beruht, und dass in diesen einfachen Gesellschaften Individuen die Kaste von der Arbeiterin zur Königin wechseln können, was in komplexen Insektengesellschaften wie bei Honigbienen nicht möglich ist. Sumner setzte zum ersten Mal RFID-Etiketten in der Feldforschung ein. Ein RFID-Tag funktioniert durch Senden und Empfangen von Informationen über eine Antenne und einen Mikrochip. Sie fand heraus, dass sich die Haus-Feldwespe viel weiter von ihrem Nest entfernt als erwartet. Bei komplexeren Insektengesellschaften führte Sumner einige der ersten Forschungen über die genetische Verwandtschaft von Hummelkolonien durch und zeigte, dass Schwesternköniginnen, die aus derselben Kolonie stammen, weit voneinander entfernt leben, um ihre neuen Kolonien zu gründen.
Sie ist eine Verfechterin der Ökosystemleistungen sozialer Wespen und sagt, dass Wespen überaus nützlich sind, und dass soziale Wespen als Räuber zur Kontrolle von Schädlingspopulationen beitragen können. Sumners Labor erforscht, wie soziale Wespen innerhalb ihrer Kolonie darüber kommunizieren könnten, wo sich bestimmte Ressourcen befinden, eventuell sogar so wie Honigbienen den Schwänzeltanz vollführen. Im Jahr 2019 veröffentlichte sie einen Artikel in den Proceedings of the Royal Society, in dem sie zeigt, wie soziale Haus-Feldwespen erfolgreich zwei wirtschaftlich wichtige Schädlinge, den Zuckerrohrbohrer (Diatraea saccharalis) und den Heerwurm, bekämpfen können. Ihre Forschung über die Einstellung der Öffentlichkeit zu Bienen und Wespen hat gezeigt, dass die Vorteile von Bienen weithin bekannt sind, die von Wespen jedoch nicht, was sich auch im Umfang der wissenschaftlichen Forschung zu den beiden Gruppen widerspiegelt, wobei Wespen im Vergleich zu Bienen zu wenig erforscht sind.
Gemeinsam mit anderen befasste sie sich außerdem mit den Verteidigungsstrategien, die sich bei Wespen im Laufe ihrer Evolution entwickelt haben. Angriffe auf die Kolonien werden von den untersuchten staatenbildenden Faltenwespen koordiniert gekontert, wie unter anderem Untersuchungen an Feldwespen verdeutlichen.

## Wissenschaftsvermittlung
Sumner gründete 2017 zusammen mit Adam Hart eine landesweite Mitmachaktion zur Wespenzählung mit dem Namen Bürgerwissenschaft-Initiative „Big Wasp Survey“. Damit wollte sie das Bewusstsein für die Rolle und die Vielfalt der sozialen Wespenarten im Vereinigten Königreich verschärfen und die Genauigkeit von Bürgerwissenschaften-Daten mit langfristigen biologischen Aufzeichnungsdaten vergleichen. Zusammen mit Nathalie Pettorelli von der Zoological Society of London gründete Sumner im Jahr 2011 Soapbox Science, eine Plattform, die Frauen in der Wissenschaft fördert.
Darüber hinaus hat Sumner an mehreren Pint-of-Science-Veranstaltungen teilgenommen und sprach auf dem Cheltenham Science Festival im Jahr 2016. Zusammen mit dem FoAM Kernow Lab in Falmouth half Sumner bei der Erstellung eines Online-Spiels namens #wasplove, bei dem Menschen ihre eigenen Wespen-Gesellschaften erschaffen können.
Im Jahr 2023 wurde das populärwissenschaftliche Buch Wespen. Eine Versöhnung veröffentlicht, in dem Sumner eine Ehrenrettung der Wespen unternimmt.

## Auszeichnungen
- 2008 L’Oreal for Women in Science Fellowship
- 2015 Points of Light Award, verliehen durch den Premierminister des Vereinigten Königreichs (Zusammen mit Nathalie Pettorelli)[5]
- 2016 Silbermedaille der Zoological Society of London (Zusammen mit Nathalie Pettorelli)[5]
- 2016 Equality and Diversity Champion Award der British Ecological Society (Erstverleihung, Zusammen mit Nathalie Pettorelli)[5]
- 2022: L’Oréal-UNESCO For Women in Science - Ambassador Fund Winner (Zusammen mit Nathalie Pettorelli)

## Publikationen (Auswahl)
- Sumner, Seirian. Wespen. Eine Versöhnung. Aus dem Englischen von Andrea Schmittmann. Harper Collins Verlag, Hamburg 2023. ISBN 978-3-7499-0208-8.[20]
- Sumner, Seirian & Favreau, Emeline & Geist, Katherine & Toth, Amy & Rehan, Sandra. (2023). Molecular patterns and processes in evolving sociality: lessons from insects. Philosophical Transactions of the Royal Society B: Biological Sciences. 378. doi:10.1098.
- Perry, Jessica & Sumner, Seirian & Thompson, Cris & Hart, Adam. (2021). ‘Citizen identification’: online learning supports highly accurate species identification for insect‐focussed citizen science. Insect Conservation and Diversity. 14. 10.1111/icad.12528.
- Sumner, Seirian. (2020). Do Not Swat the Wasp!. Frontiers for Young Minds. 7. 149. doi:10.1111/een.12676.
- Sumner, Seirian & Bevan, Peggy & Hart, Adam & Isaac, Nicholas. (2019). Mapping species distributions in 2 weeks using citizen science. Insect Conservation and Diversity. 12. doi:10.1111/icad.12345.
- Sumner, Seirian & Law, Georgia & Cini, Alessandro. (2018). Why we love bees and hate wasps. Ecological Entomology. 43. doi:10.1111/een.12676.
- Sumner, Seirian & Bell, Emily & Taylor, Daisy. (2017). A molecular concept of caste in insect societies. Current Opinion in Insect Science. 25. doi:10.1016/j.cois.2017.11.010.